# AaB A/S
|  | Denne artikel eller sektion om sport er forældet eller ikke opdateret. Se artiklens diskussionsside eller historik. Pga. økonomiske vanskeligheder er strukturen og aktiviteterne i AaB A/S ændret radikalt |

Aalborg Boldspilklub A/S (eller forkortet AaB A/S) er et Dansk selskab noteret på Københavns Fondsbørs. AaB A/S er beliggende i Aalborg og fokuserer på områder inden for sport, konference, events, uddannelse og sportstøj. Aalborg Boldspilklub A/S er stiftet 1. Juli 1987.

## Selskabsafdelinger
AaB A/S har syv forskellige afdelinger, indenfor aktiviteterne fodbold, håndbold, ishockey, basketball, konference, college og sportstøj. 
De er følgende:
- AaB Fodbold A/S hovedafdelingen, der fokuserer på fodboldholdet AaB Fodbold.
- AaB Håndbold A/S der fokuserer på håndboldholdet AaB Håndbold.
- AaB Ishockey A/S der fokuserer på ishockeyholdet AaB Ishockey.
- AaB Basket A/S er et tidligere basketball hold, afdelingen har ikke noget hold da den er under afvikling.
- AaB Konference A/S er en konference og event arrangør.
- AaB College A/S er et sports college med hjemsted i Aalborg.
- Sport Nord A/S driver sportstøjskæden Sportmaster.

## Ledelse
AaB A/S er ledet af adm. direktør Poul Henning Sørensen,  økonomidirektør Carsten Greiffenberg samt syv bestyrelsesmedlemmer med Finn V. Nielsen som bestyrelsesformand. 
Hver afdeling har sin egen afdelingsdirektør.

## Aktionærer
Per 31. december 2008 havde Aalborg Boldspilklub A/S ca. 9.600 aktionærer. 
To selskaber ejede mere end 5 procent af aktiebeholdningen. Det var henholdsvis Nordjyske Holding A/S  med 19,8 procent og Sebc Holding ApS med 5,3 procent.

## Fodnoter
1. ↑  Holdingselskabet bag Nordjyske Medier A/S